# Галенюк, Данила Юрьевич
Данила Юрьевич Галенюк (11 февраля 2000, Тюмень) — российский хоккеист, защитник. Мастер спорта России.
Начинал заниматься хоккеем в Тюмени в пять лет. Отыграл год в дворовой команде «Водник». В спортивной школе «Газовик» занимался у Олега Таубера до 13 лет. Вместе с ним в 2014 году перешёл в «Югру» Ханты-Мансийск. В сезоне 2016/17 играл за команду МХЛ «Мамонты Югры». В октябре 2017 был обменян в петербургский СКА. 19 декабря в домашнем матче с «Динамо» Минск (2:3, б.) дебютировал в КХЛ, став первым игроком 2000 года рождения, сыгравшим в лиге. В ноябре 2021 года вместе с Паутовым был обменян в «Сочи» на Камалова и Седова. 2 мая 2024 года вернулся в СКА, подписав двухлетний контракт.
Серебряный призёр молодёжного чемпионата мира 2020.